# Fédération de Singapour de football
La Fédération de Singapour de football (Football Association of Singapore (en) FAS) est une association regroupant les clubs de football de Singapour et organisant les compétitions nationales et les matchs internationaux de la sélection de Singapour.
La fédération nationale de Singapour est fondée en 1892. Elle est affiliée à la FIFA depuis 1952 et est membre de l'AFC depuis 1954.